# 국물 있사옵니다
《국물 있사옵니다》는 MBC에서 1987년 10월 7일에 방영된 추석 특집 드라마로, 우직한 청년이 사회 첫발을 내디디며 겪는 기상천외한 사건을 묘사한 현실 풍자한 뮤지컬 드라마이다.
이 작품은 국내 최초의 TV 뮤지컬 드라마로 생소한 분야에 대한 과감하게 첫 시도를 해서 큰 관심을 모았으며 현실성을 바탕으로 한 짙은 풍자성과 야외 촬영으로 풍부한 현장성을 잘 나타내면서 세밀한 연출이 돋보인 드라마로 평가받았다. 또한 지금까지 다양한 형태로 발전된 TV 드라마의 또 다른 장르를 개척함으로써 드라마의 형식을 확대한 것 역시 좋은 평을 들었다.

## 줄거리
상범은 전문학교를 졸업하고 건설회사에 갓 입사한 신입사원으로, 건설공사 현장에서 함께 일하는 최씨의 딸 용자와 행복한 미래를 꿈꾼다. 하지만 어느 날 공무과장과 땡크 일당의 음모에 말려들어 뒷돈인 일면 ‘국물’ 맛을 보게 되면서 건실하던 종래의 사고방식이 180도 바뀌게 된다. 결국 상범은 용자를 버리고 소장의 애인 성아미와 가깝게 지내게 된다.

## 등장 인물
- 유인촌 : 상범 역
- 이혜영 : 최용자 역
- 박영규
- 김완선 : 성아미 역
- 주병진 : 탱크 역
- 전운
- 심양홍